# 斯捷波韋 (塔拉拉伊夫卡區)
50°40′2″N 33°7′45″E / 50.66722°N 33.12917°E
斯捷波韋（烏克蘭語：Степове），是烏克蘭北部的村莊，隸屬切爾尼希夫州的普里盧基區。該村面積0.65平方公里，海拔高度160米，2001年人口38，人口密度每平方公里58.8人。